# 선우걸
선우 걸(鮮于 乞 ? ~ 385년)은 정령, 철륵 민족의 지도자 적진(翟眞)의 부장이다.

## 개요
철륵은 중앙아시아에 살다가 5호 16국 시대에 남하하여 전연에 가담하였다가 배신하여 적위를 세운다. 철륵의 지도자 적진(翟眞)은 화북을 놓고 전연과 대립하게 되는데, 부장으로 있었던 선우걸(鮮于乞 ? - 385년)에게 암살 당했다.
선우걸(鮮于乞 ? - 385년)은 적진(翟眞)을 죽이고 선우조라는 국가를 잠시 세우는데 후연의 공격을 받게 된다. 선우걸(鮮于乞)은 적진의 아들 적성(翟成)에게 피살된다.

## 같이 보기
- 선우조
- 적위
- 정령, 철륵
- 전연